# Tetrapodomorpha

W późnym dewonie, potomkowie pelagicznych ryb mięśniopłetwych – jak Eusthenopteron – zaczęli wykazywać sekwencje adaptacji do życia na lądzie:
- Panderichthys był przystosowany do życia w płytkich, mulistych akwenach;
- Tiktaalik, z przypominającymi kończyny płetwami, mógł wychodzić na ląd;
- Wczesne czworonogie z podmokłych bagien, takie jak:
- Acanthostega z ośmioma palcami na każdej stopie,
- Ichthyostega mająca kończyny.
Potomkami są również inne pelagiczne ryby mięśniopłetwe, takie jak celakanty.

Tetrapodomorpha – klad kręgowców obejmujący ryby mięśniopłetwe wykazujące wiele cech typowych dla czworonogich. Prymitywne formy, jak Tiktaalik, zostały tu zaklasyfikowane ze względu na podobieństwa do zarówno ryb, jak i czworonogich, przynajmniej fizyczne.
W skład Tetrapodomorpha wchodzą prawdziwe czworonogie (Tetrapoda) i kilka spokrewnionych ze sobą grup ryb mięśniopłetwych.
Cechami określającymi przynależność do Tetrapodomorpha są modyfikacje płetw, a szczególnie kość ramienna z wyraźnie wypukłą głową osadzoną w panewce obręczy kończyny górnej.
Skamieniałości wczesnych przedstawicieli Tetrapodomorpha, takich jak Osteolepis i Panderichthys, pochodzą już z wczesnego dewonu. Najstarszym znanym przedstawicielem grupy jest Tungsenia paradoxa, żyjący ok. 409 milionów lat temu.

## Taksonomia i filogeneza
Sensu Benton, 2004
- Gromada Sarcopterygii
  - Podgromada TETRAPODOMORPHA
    - Tungsenia
    - Kenichthys
    - Rząd Rhizodontida
    - Nadrząd Osteolepidida (syn. Osteolepiformes)
      - Rodzina Osteolepidae
        - Osteolepis

      - Rodzina Tristichopteridae
        - Eusthenopteron

      - Rodzina Megalichthyidae
        - Megalichthys

      - Rodzina Canowindridae
      - Takson Elpistostegalia
        - Rząd Panderichthyida
        - Tiktaalik
        - Livoniana
        - Metaxygnathus
        - Ventastega
        - Nadgromada Tetrapoda